# Gisèle Giraudeau
Pour les articles homonymes, voir Giraudeau.
Gisèle Giraudeau, née Gisèle Fraud le 5 décembre 1923 à Saint-Vincent-des-Landes en Loire-Inférieure et morte le 13 décembre 2017 à Clisson, en Loire-Atlantique,,, est une résistante française à l'occupation allemande et au régime de Vichy pendant la Seconde Guerre mondiale. Elle est déportée dans les camps de concentration de Ravensbrück en Allemagne en mai 1944 puis de Zwodau en Tchécoslovaquie en juin 1944.
Elle obtient le titre de chevalier de la Légion d'honneur en 1997 et devient présidente d'honneur des Amis de la Fondation pour la mémoire de la déportation en 1999.

## Biographie
Gisèle Giraudeau est née dans une famille catholique pratiquante. Elle est la fille de Joseph Fraud, couvreur-zingueur puis employé de l'Administration des chemins de fer de l'État, et d'Irma Pétard, couturière et employée de maison jusqu'à son mariage. Elle est la cadette d'une fratrie de trois enfants : son aîné, Joseph Fraud, résistant communiste, est né le 21 février 1921 et sa petite sœur, Juliette Fraud, est née le 11 décembre 1926, tous deux à Saint-Vincent-des-Landes. Ils déménagent à Treillières en 1932 après la nomination de leur père comme chef de gare.
Elle fait ses études dans une école de secrétariat et travaille au Service régional des assurances sociales à Nantes. Au début de la guerre, elle fuit à bicyclette avec son frère dans le Limousin par crainte d'être embrigadés par les Allemands puis revient après l'armistice du 22 juin 1940.

### Seconde guerre mondiale: résistance et déportation (1943-1945)

#### Résistance (septembre 1943 à avril 1944)
C'est en 1943 que la résistance de Gisèle Giraudeau débute. En avril 1943, Joseph Fraud, alors instituteur à La Montagne, devient manutentionnaire à la SNCF afin d'échapper au Service du travail obligatoire (STO). Il commet plusieurs sabotages contre les Allemands, à titre individuel. Il devient membre du Front national pour la libération de la France durant l'été 1943.
Le 16 septembre 1943, l'Est de Nantes et Chantenay-sur-Loire sont bombardés une première fois par les Alliés. Le 23 septembre, deux nouvelles attaques détruisent le centre-ville et le port de Nantes. Au total, 1 463 morts et 2 500 blessés. Ces attaques sont condamnées par la majorité de la population et récupérées par le régime de Vichy qui dénonce alors un « terrifiant holocauste » commis par les Alliés. Cet événement marque l'entrée de Gisèle Giraudeau dans la résistance qui rejoint alors son frère dans un réseau de résistants nantais dirigé par Libertaire Rutigliano, responsable départemental du Front national et organisateur du Comité départemental de Libération. Elle est âgée de 20 ans.
Elle est chargée de taper des stencils, des feuilles dactylographiées imprimées, pour les journaux clandestins de Loire-Inférieure tels que Front des Ouvriers, Front des Paysans, Front des universitaires. Les tracts, une fois tapés, sont imprimés chez Libertaire Rutigliano et distribués par Gisèle, Joseph et leurs camarades. Elle devient également agent de liaison de son frère qui a fui en Vienne sous le nom de Victor Duhart, en février 1944.

#### Arrestation par la Gestapo (avril 1944)
En mars 1944, tous les responsables nantais du Front national sont arrêtés et torturés au siège de la Gestapo, actuelle rue du Maréchal Joffre. L'un des membres dénonce Joseph Fraud qui doit revenir à la fin de la semaine. Gisèle Giraudeau est alors arrêtée sur son lieu de travail, rue de la Brasserie, le 3 avril 1944.
La Gestapo la torture afin qu'elle dénonce son frère mais elle résiste malgré les violences. Elle sert également d'appât pour arrêter son frère et d'autres résistants sur le quai de la gare de Nantes mais cela échoue. Enfermée à la prison Lafayette, elle rencontre Marcelle Baron, une autre résistante communiste nantaise qui travaille à l'usine métallurgique Brissonneau et Lotz de Doulon, avec qui elle noue une forte relation.
Le 29 avril 1944, Gisèle Giraudeau et Marcelle Baron sont transférées au fort de Romainville, un camp exclusivement féminin, et elles y restent jusqu'à leur départ pour la gare de Pantin, à Paris, le 13 mai 1944,.

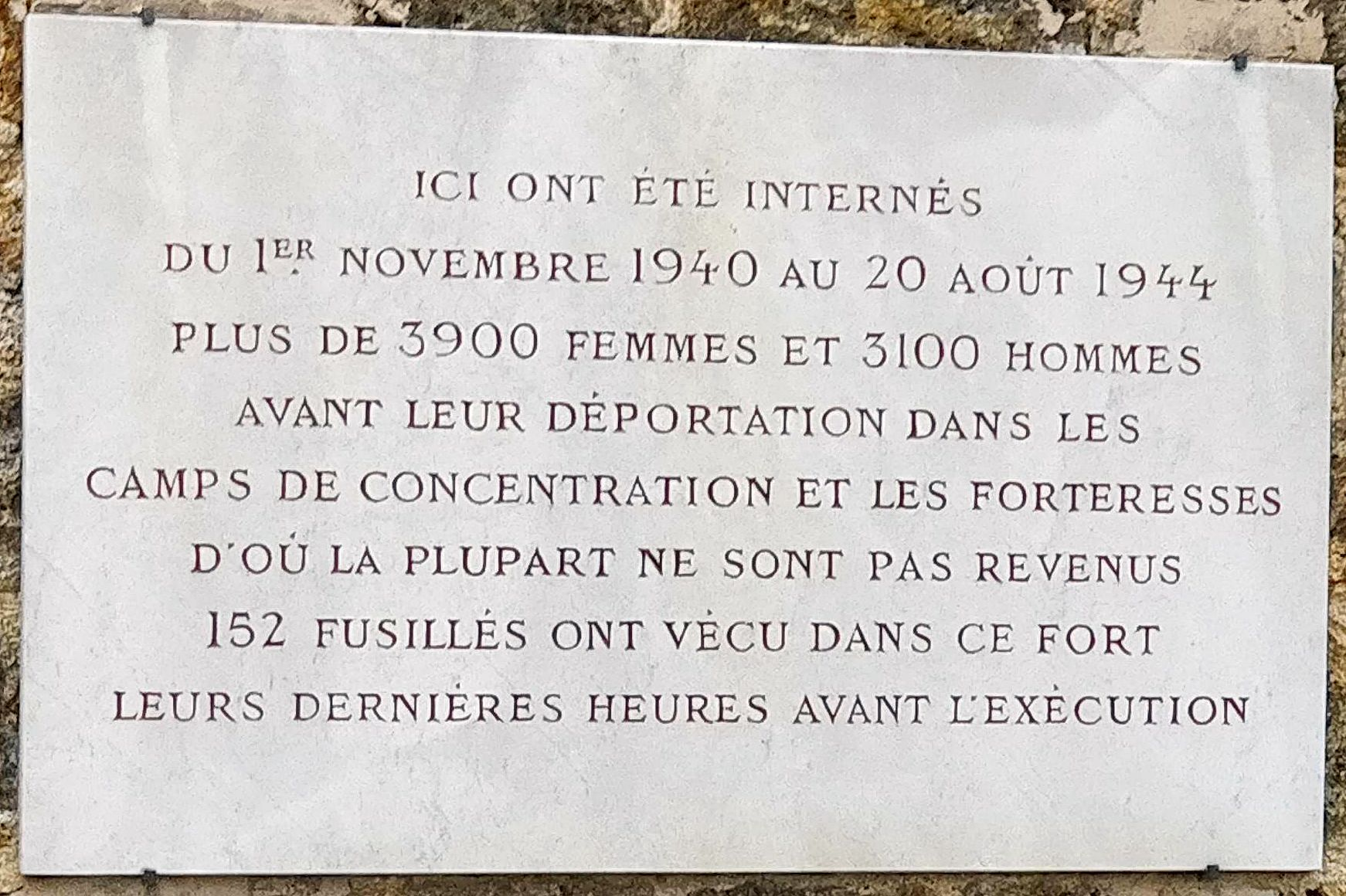
Plaque commémorative du Fort de Romainville.

#### Déportation au camp de concentration de Ravensbrück (mai à juin 1944)
A bord du convoi I.212, elles quittent la gare de Pantin, à Paris, le 13 mai 1944, et sont déportées vers le camp de concentration de Ravensbrück, exclusivement réservé aux femmes et aux enfants,. Le voyage, particulièrement éprouvant, dure cinq jours et quatre nuits. Elles n'ont, pour manger, qu'un petit colis de la Croix-Rouge contenant des biscuits et des produits sucrés. Elles arrivent à Ravensbrück le 18 mai et Gisèle Giraudeau se voit attribuer le matricule n° 35854 accompagné d'un triangle rouge qui permet de distinguer les résistants.

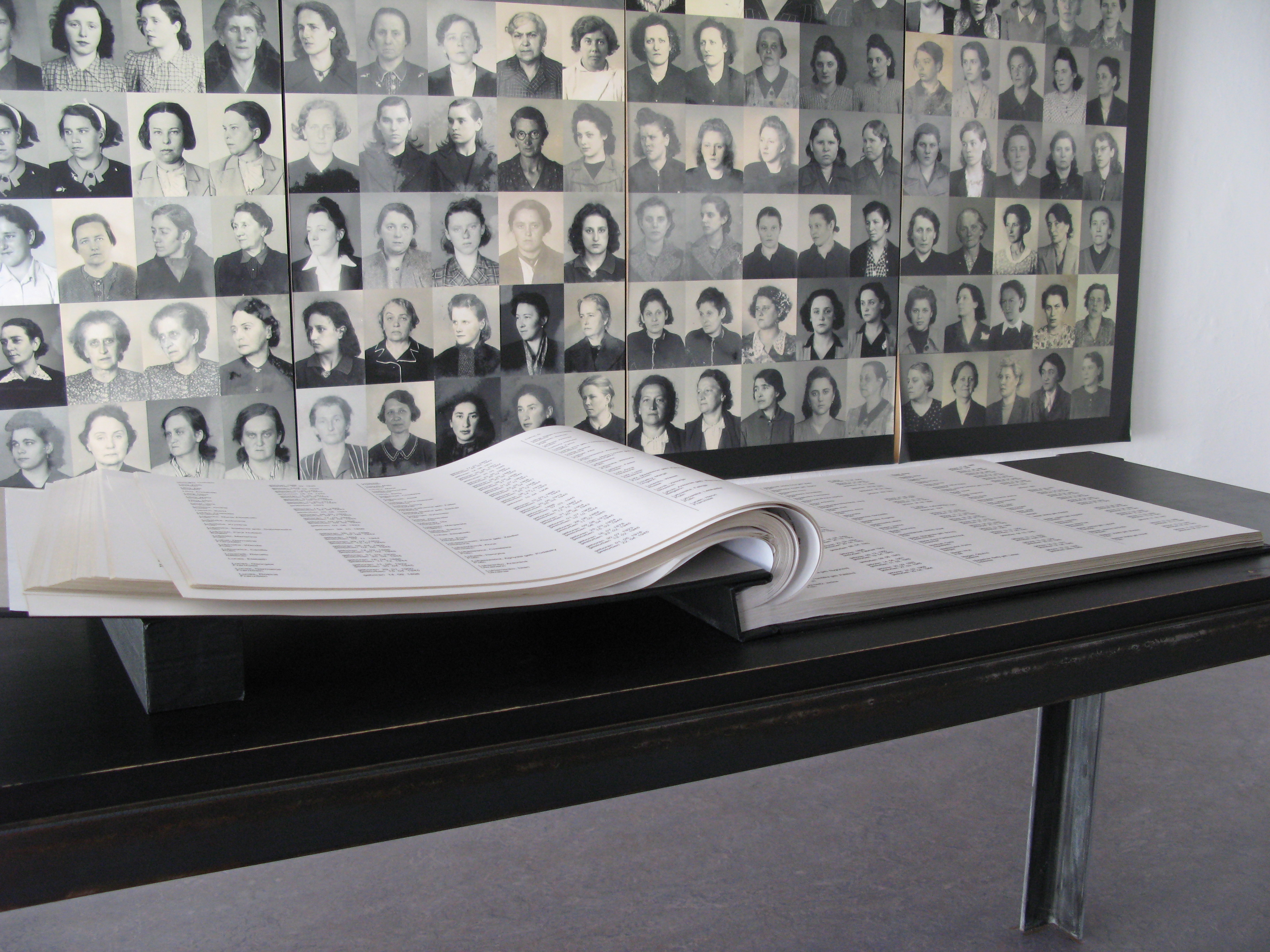
Commémoration à la mémoire des femmes victimes de la déportation du camp de concentration de Ravensbrück.

#### Déportation au commando de Zwodau (juin 1944 à  mai 1945)
Elle ne reste pas longtemps au camp de Ravensbrück puisqu'elle est de nouveau déportée vers le commando de Zwodau, dans les Sudètes en Tchécoslovaquie, le 15 juin 1944. Elle se voit attribuer le matricule n° 51491. Elle est rejointe par Marcelle Baron le 17 juin.
Elle travaille à l'usine Siemens qui fabrique des pièces pour l'aviation, mais dans une autre équipe que celle de Marcelle Baron.

#### Libération (mai 1945)
Après plusieurs plusieurs jours à errer entre les camps sur ordre des Allemands, le commando de Zwodau est libéré le 07 mai 1945 par les Alliés ; Gisèle Giraudeau pèse alors 38 kg. Les déportées sont envoyées vers Duisburg, en Allemagne, et font le voyage vers Nantes au cours du mois de mai.
Gisèle Giraudeau revient à Nantes le 26 mai et retrouve ses proches à Treillières dès le lendemain. Après sa libération, elle reste très proche de Marcelle Baron.

### Parcours d'après-guerre
Après la Seconde Guerre mondiale, elle épouse Michel Giraudeau, un Treillérain qui fut interné onze mois à Leitmeritz en Tchécoslovaquie, pour avoir aidé des prisonniers français. Ensemble, ils ont trois enfants.

#### Militante pour la mémoire de guerre (années 1990-2010)
Gisèle Giraudeau devient membre de la Fédération nationale des déportés et internés résistants et patriotes, de l'Amicale de Ravensbrück et de l'association Les Relais de la mémoire. Souhaitant transmettre la mémoire des résistants et déportés aux jeunes générations, elle témoigne de nombreuses années auprès d'élèves en collèges et lycées.
Elle crée la délégation des Amis de la Fondation pour la mémoire de la déportation de Loire-Atlantique en 1999 et en devient présidente d'honneur.
Dans ce contexte de transmission de la mémoire, Gisèle Giraudeau offre au Musée d'histoire de Nantes du château des ducs de Bretagne, le 6 mai 2008, la robe d'internement qu'elle portait au camp de Ravensbrück. Cette tenue est présentée dans le cadre de l'exposition En GuerreS en 2013-2014.

### Décès (13 décembre 2017)
Gisèle Giraudeau décède à l'âge de quatre-vingt-quatorze ans, le 13 décembre 2017, à Clisson en Loire-Atlantique. A l'occasion de son décès, de nombreux journaux locaux reviennent sur son parcours de résistante et déportée.

## Distinction
- Chevalière de la Légion d'honneur. Distinction reçue en 1997 pour action de résistance[3].

## Œuvre

### Roman biographique
- Gisèle Giraudeau, La Résistance et la déportation à 20 ans : 1943-1945, Opéra, 2016  (ISBN 9782353702497)[17].

## Héritage

### Postérité
En 2014, la compagnie Le Saut de l'Ange a adapté le témoignage de Gisèle Giraudeau au sein de la pièce de théâtre De tant d'horreurs mon cœur revient immense, écrite et mise en scène par Isabelle Lauriou, avec l'aide de Jean-Claude Baron, fils de Marcelle Baron. La pièce met en scène la déportation de Gisèle Giraudeau ainsi que ses retrouvailles avec Marcelle Baron.

### Mémoire
Le 11 novembre 2013, la commune de Treillières, en collaboration avec l'association Treillières au fil du temps, accroche une plaque en hommage à Gisèle Giraudeau et à son frère Joseph Fraud sur la façade de l'ancienne gare.
En 2015, Nantes s'est engagé dans un plan d'actions égalité femmes-hommes et l'augmentation de la féminisation des noms de rues. Cette démarche est également l'occasion de mettre en lumière des personnalités disparues qui ont compté dans l'histoire locale et nationale. De nombreuses rues se sont alors féminisées et, depuis 2018, une rue nantaise est nommée au nom de Gisèle-Giraudeau.
En 2023, la ville de Couéron dénomme une impasse nouvellement créée du nom de Gisèle-Giraudeau. 